# Thomas Hall (ingeniero ferroviario)
Richard Thomas Hall (31 de mayo de 1823 - 21 de agosto de 1889) fue un ingeniero ferroviario británico, responsable del desarrollo de la red de ferrocarriles de vía estrecha en la Provincia del Cabo (la actual Sudáfrica). 

## Primeros años
En 1839 se convirtió en aprendiz de su tío, el ingeniero civil Richard Thomas. Después de su pupilaje, en 1844 fue empleado por el ingeniero civil Joseph Locke. 

## Carrera ferroviaria
En 1848 fue nombrado ingeniero y superintendente de las vías de 4 pies (1219 mm) del Ferrocarril de Redruth y Chasewater, en Cornualles, cargo en el que permaneció durante 20 años.

## Sudáfrica
En 1868, la Compañía Minera del Cobre del Cabo contrató a Thomas Hall para supervisar y construir en la Colonia del Cabo el Ferrocarril de Namaqualand, equipado con una vía estrecha de ancho imperial (de 2 pies 6 plg (762 mm)). En marzo de 1875, un año antes de la finalización del ferrocarril, aceptó el nombramiento como ingeniero ferroviario para la República Sudafricana y comenzó el proyecto de la vía de 3 pies 6 plg (1067 mm) de ancho del ferrocarril de Pretoria a la Bahía de Delagoa de la Compañía de Ferrocarriles de Holanda y Sudáfrica. 
Cuando la República Sudafricana se convirtió en territorio británico en 1878, pasó a ser ingeniero de mantenimiento. Se retiró del servicio gubernamental en 1886, y murió el 21 de agosto de 1889.

## Otros pioneros de la vía estrecha
- Abraham Fitzgibbon
- Carl Abraham Pihl
- Everard Calthrop
- Paul Decauville
- Robert Fairlie